# Liskeard
Liskeard ist eine Stadt und eine Verwaltungseinheit im District Cornwall in der Grafschaft Cornwall, England. Liskeard ist 46,5 km von Truro entfernt. Im Jahr 2001 hatte sie 8478 Einwohner. Liskeard wurde 1086 im Domesday Book als Liscarret erwähnt.

## Persönlichkeiten
- William Henry Sowden (1840–1907), Politiker (Democratic Party)
- Reginald Parker (1881–1948), Politiker (Saskatchewan Liberal Party) und Landwirt